# 종묘 제도
종묘 제도(宗廟 制度, Jongmyo system), 또는 종묘제(宗廟制, Confucian royal ancestral shrines)는 동아시아권에서 세습 군주의 선조들을 신주(神主)에 모시고 제사 지내는 건축물로서의 묘(廟)와 그에 수반되는 운영원칙 및 제례(祭禮) 등의 유교 문화를 일컬어 부르는 말이다. 1995년에 유네스코 세계유산으로 선정된 대한민국의 종묘를 통해 국제적으로 널리 알려져 있다.

## 개요
동아시아권의 종묘 제도를 일반적인 조상숭배와 구분짓는 중요한 특성은, 제한된 숫자의 묘실을 지닌 하나의 건축물 내에 한정된 숫자의 세습군주 조상을 신으로써 모시고 제사를 지낸다는 점에 있다. 이때에 묘실(廟室)이란 조상의 시신을 매장 또는 봉안하는 무덤으로서의 묘(墓)를 의미하는 것이 아니라, 조상의 위패(신주)만을 모시는 묘(廟)를 의미한다.
이처럼 종묘 제도는 세습군주의 모든 조상을 일괄하여 신으로 모시고 숭배하는 것이 아니며, 종법(宗法) 제도 등 후대의 유교적 기준에 따라 선정된 제한된 숫자의 조상만을 '묘'(廟)에 모시고 신으로써 제사를 지내는 것이므로, 어떤 기준에 따라 신으로 모실 조상과 그렇지 않을 조상을 구분할 것인지, 그리고 각각의 조상들을 어떤 순서와 방식으로 모시고 어떻게 제사를 지낼 것인지에 관한 의례와 규범이 '종묘'라는 건축물에 유기적으로 결합하게 된다. 따라서 조상에게 제사를 지내는 고대의 '시조묘'(始祖廟) 문화에서 종묘 제도가 유래한 것은 사실이지만, 오늘날까지 전승되고 있는 종묘 제도는 제사를 지낼 조상을 선별하고 이를 하나의 건축물에 모신다는 점에서 고대의 시조묘 문화와 분명한 차이를 보인다.:42-44
이처럼 엄격한 유교적 예법에 따른 형태의 종묘 제도는 중국 한나라 후기 시대에 체계화되어 당나라 시대에 한국, 베트남 등 동아시아 유교문화권에 전파되었고, 그 후 각 나라의 역사와 문화를 반영하면서 서로 다른 형태로 발전하게 된다.:38 다만 중국에서는 종묘 제도에 따른 건축물과 제례문화가 체제전환기마다 많은 손실을 겪었고, 이에 오늘날 세계에서 가장 오랫동안 보존되어 온 종묘 제도의 원형은 대한민국의 수도 서울에 자리한 조선의 '종묘'에 남아있게 되었다. 이러한 역사문화적 특성으로 말미암아 조선의 종묘 건축물은 1995년에 유네스코 문화유산으로, 그에 수반된 종묘 제례 및 제례악은 2001년에 유네스코 무형문화유산으로 등재되어 유교 문화의 종묘 제도가 지닌 독특한 역사적 가치와 미학을 세계적으로 널리 알리고 있다.:38-39

## 역사와 전개

### 중국

#### 기원과 후한 시대
종묘 제도의 발생지는 중국으로, 예기·주례 등의 고서들에서는 그 연원이 서주 시대의 우나라까지 거슬러 올라가는 것으로 풀이하고 있다. 그러나 현대의 학자들은 서주 시대의 종묘에 현대에 알려진 것과 같은 엄격한 유교적 예법이 갖추어져 있는지에 대해 회의적인 시각을 보인다. 애초에 종묘 제도를 다루는 고대 중국의 문헌들은 황제가 수명천자 및 그 후계 황제 중 몇 명의 신주를 묘에 모실 수 있는 지를 제한할 묘수(廟數)를 두고 3묘, 5묘, 7묘, 9묘 등으로 다양한 견해를 보이고 있었으며,:382-383 유적들에서도 묘수의 제한이 이루어졌다는 뚜렷한 근거가 발견되지 않고 있기 때문이다.:90
이른바 '동당이실제'와 '천자칠묘제'로 알려진 종묘 제도의 중요 원칙들은 한나라 후기 시대에 들어서야 구체적인 예법으로 정착하게 된다. 먼저 동당이실제에 대해 살펴보면, 전한 시기까지만 하더라도 종묘 제도 상의 '묘'(廟)는 개별 건축물을 포함하는 의미였다. 도성 내에 종묘를 두면서도 동시에 각각의 선조마다 신위를 모시고 제사를 지낼 또 다른 묘(廟)를 그 시신을 안치한 능(陵) 옆에 세웠던 것이다. 이러한 문화가 오늘날과 같이 하나의 종묘 건축물(묘당) 내에 여러 묘실을 두는 동당이실제(同堂異室制)로 바뀐 것은 후한 명제 때의 일이었다.:20
다음으로 '천자칠묘'(天子七廟)제에 대해 살펴보면, 이는 신분에 따라 신으로 모시고 제사를 지낼 수 있는 선조의 범위가 달라진다는 개념으로써 일반적으로 황제는 '태묘'에 7묘를, 제후는 '종묘'에 5묘를, 그 외의 사대부들은 '가묘' 또는 '사당'에 3묘를 모신다는 원칙을 뜻한다. 이 원칙이 실무적으로 구체화 된 것은 일러도 후한 장제의 일인데, 이때조차 여러 선대 황제 중 누구를 7개의 묘실에 포함시키고, 새로운 신위를 모셔야 할 경우 묘수를 유지하기 위해 기존에 모시던 신위 중 누구의 것을 철훼(질훼)할 것인지에 관한 원칙은 정립되지 않았다.:61-62 불훼묘(불천위)의 1조(一祖) 및 2종(二宗)과, 시간이 흘러 새로운 신위를 모실 때가 되면 종묘에서 철훼하여 조묘(祧廟)로 모시는 4친(四親)을 합쳐 7묘를 구성하는 기준이 구체적으로 제시된 것은 후한 말 동탁 집권기에 채옹의 개혁에 의한 것이었다.:103-105
다만 후한 말의 천자칠묘제는 후대의 종묘제에 영향을 중 하나의 이상적 원형이었을 뿐, 현실과 항상 부합한 것은 아니었다. 비교적 오래 이어진 왕조일수록 선대 군주의 신위를 철훼하지 않고 가급적 모두 불천위(不遷位)로 모시고자 하는 자연스러운 경향이 있었기 때문이다. 예를 들어 당나라는 현종 대에 천자칠묘제를 채택하였음에도 시간이 흐르자 묘를 9개로 늘리고 형제인 황제들은 하나의 묘 안에 실을 달리하여 모시도록 함으로써 9묘 12실로 묘실을 늘려나가는 모습을 보였고,:20-23 청나라 역시 7묘제에서 9묘제로 바뀌는 모습을 보였다.:123(5)
한편으로 중국의 종묘 제도에서 지내는 제사(祭祀)에는 한자 '제' 또는 '체'(禘)를 사용하는 '체 제사'들이 있었는데, 이에 해당하는 것으로는 계절 또는 반기마다 지내는 시제(時禘)와, 수년마다 성대하게 지내는 체(禘)와 협(祫)을 아우르는 은제(殷禘), 그리고 황제만이 지낼 수 있는 대제(大禘) 등의 개념이 있었다. 그러나 이 개념들은 유교의 고대 경전들에서 확인되는 단어일 뿐 그 실체 무엇인지에 대해서는 위진남북조 시기까지도 뚜렷한 정립이 이루어지 않았다.:14-16 또한 황제만이 지낼 수 있는 대제의 개념 역시 성리학의 발흥으로 유교적 예법이 재정립된 후에 등장한 것으로서, 당나라·송나라 시기까지도 존재하지 않았던 개념이다.:164

#### 원나라 및 후기 중화제국
후한 시대에 '천자칠묘'와 '동당이실제' 등의 주요 원칙을 정립한 중국의 종묘 제도는 원나라 시기에 두 가지 중요한 변화들을 겪게 된다. 첫째는 이른바 '소목'(昭穆) 제도라 불리는 신주의 배열 순서에 관한 것이었다. 당시까지의 중국 종묘 제도는 상당히 오랜 기간 동안 신주를 서쪽부터 동쪽으로(西上) 친족관계상의 서열에 따라 신주를 나란히 모시는 세차(世次) 중심의 배치를 택했는데, 원 무종부터는 가운데의 넓은 묘실에 수명천자인 태조의 신주를 으뜸으로 두고 그 좌우에 후대 황제들의 신주를 번갈아 모시는 형태가 시작되었다. 이는 태조의 선조일지라도 태조보다 위격이 낮은 점을 반영하는 것으로서 위차(位次) 중심의 배치라고 부른다. 둘째로 종래의 종묘 공간에는 묘당 외에 별도의 건축물이 드물었으나, 원 무종은 궁궐의 형태를 본따 묘 뒷편에 침전(寢殿)을 지었고, 원 영종부터는 묘 앞에 대전(大殿)을 지어 전체적으로 삼전(三殿)의 배치 형태를 이루게 하였다. 이 두 가지 변화는 명나라, 청나라에도 변화 없이 계속 이어졌으며, 오늘날 베이징에 '노동인민문화궁'이라는 이름으로 일부가 남아 있는 청나라 태묘의 삼전 배치 형태에서 그 흔적을 발견할 수 있다.:121(3)-122(4)

### 한국

#### 삼국 시대와 통일신라
삼국사기에 의하면 한국에서의 종묘 제도는 삼국 시대의 시조묘(始祖廟)에서 그 연원을 찾을 수 있으며, 고구려의 경우 도성 축조의 원리로써 종묘와 사직의 개념은 이르면 3세기 무렵부터 삼국지 등의 기록에서 확인된다.:13-14
한편으로 신라에서 제후국으로서의 5묘제가 실시된 것은 통일신라 시기 혜공왕의 일이라고 한다. 그러나 현대의 학자들은 신문왕 7년의 치제문 등 삼국사기 외의 사료들을 종합하여 살펴볼 때 통일신라에서 중국 당나라 형식의 종묘 제도를 도입한 것은 혜공왕 이전에 일어난 일로 추정하고 있다. 다만 제36대 혜공왕 이전에 구체적으로 언제 어떻게 신라에 종묘 제도가 시행되었는지에 관해서는, 사료의 부족으로 인해 제31대 신문왕, 제30대 문무왕 또는 제29대 무열왕 등으로 종묘 제도 시행 시기를 다르게 보는 학설들이 대립하고 있다.:67-68

#### 고려
고려 시대에 한국의 종묘 제도는 '태묘'(太廟)라는 이름으로 계속되었다. 다만 건국 초기에는 명확한 예법이 갖추어지지 않았고, 고려 성종 대에 이르러 송나라의 종묘 제도를 연구하면서 동당이실제와 천자칠묘제 등의 원칙을 받아들였다.:3-4 고려는 제후국으로서 5묘제를 운영하면서도 그 명칭을 중국 황제의 종묘 건축물과 같은 '태묘'로 정하였고, 심지어 고려 의종 때에는 중국 황제와 같은 7묘제로의 변화를 시도했다. 고려의 7묘제는 원 간섭기에 중단되어 5묘제로 복귀하였으나, 공민왕 때 다시 7묘제로의 확대가 이루어졌다.:15-18 또한 고려는 성리학에 따라 대제(大禘)가 도입되기 이전의 예법에 따라 제사를 올렸으므로 같은 시기의 중국 황제들과 다를 바 없이 체(禘)·협(祫) 등의 은제(殷禘)를 지냈다. 이는 훗날 조선이 제후국으로서 5묘제를 준수하며 중국 황제만이 지낼 수 있는 체·협의 제사를 지내지 않은 것과는 대비되는 고려의 특징이다.:164-165 고려 시대 종묘 제도의 또 다른 특징은 태묘 외에 조묘(祧廟)로서의 별묘와 원묘(原廟)로서의 경령전(景靈殿)을 따로 두었다는 점에 있다. 다만 별묘의 존재는 기록상으로만 확인될 뿐 그 숫자와 운영 방식에 대해서는 뚜렷이 전해지는 것이 없으나,:145 경령전은 선대 군주들의 진영(眞影)을 모신 친묘로서 고려 군주들의 즉위 의례가 행해지는 등 태묘와는 구분되는 독자적인 권위를 지니고 있었음이 기록상 확인된다.:25

#### 조선 및 대한제국
조선의 종묘 제도는 고려의 태묘 운영에 영향을 받았으나 유교적 이념에 따라 천자칠묘제를 받아들여 제후국으로서의 5묘제를 실시하였다. 다만 대한제국으로 칭제건원을 마친 뒤에는 황제국으로서 7묘제를 시행했다.:125(7)-126(8)
또한 조선은 동당이실제를 시행하였고, 소목의 배치는 초기에 세차 중심의 배치 형식을 따랐으나 조선 후기에 들어 철종 때에 위차 중심의 방식으로 변화하였다. 중국, 베트남 등 다른 문화권의 종묘 제도에 비해 조선의 종묘가 지니는 중요한 특성은, 약 500년 동안 안정적으로 왕조가 유지되는 과정에서 불천위가 끝없이 늘어난 모습이 세실의 건축에 그대로 반영되어 있다는 것이다.:40-41 바로 이 건축물이 조선의 종묘를 세상에 널리 알린 종묘 정전(宗廟 正殿)으로, 동서로 길게 뻗은 19실의 구조를 지니고 있다. 건축가 프랭크 게리는 종묘의 이러한 독특한 건축적 미학에 대해 세계에서 유례를 찾기 어려운 장엄한 공간으로서 서양의 파르테논 신전에 비할 수 있다는 평가를 남겼다.

### 베트남
동아시아권에서 유교 문화를 향유하던 베트남 역시 중국의 종묘 제도에 영향을 받았으며 이후 나름대로의 독자적인 발전 경로를 밟아 나갔다. 이른 시기에 확인되는 기록 중의 하나는 리 왕조의 것으로, 대월사기전서에 의하면 베트남에서 최초로 장기 집권한 리 왕조는 11세기 초 수도 탕롱에 '태묘'(太廟)를 지었다고 한다. 다만 그 기록상 최초로 확인되는 건립위치는 탕롱의 도성 내부가 아니었고, 부근의 천덕능(天德陵)이었다.:190-192
현재까지 이어지고 있는 베트남 종묘 제도상의 건축물은 19세기 초에 응우옌 왕조가 후에 황성에 지은 태조묘(太祖廟)와 세조묘(世祖廟)다. 태조묘와 세조묘는 모두 동당이실제를 택하였으며, 위차 중심의 배치를 택했다. 한편 그 한문(Hán văn)상의 명칭과 달리 실제로 베트남 응우옌 왕조에서 태묘(종묘) 역할을 한 건물은 세조묘인데, 이는 태묘가 응우옌 왕조 초대 황제 가륭제의 9대조 선조들을 추존 황제로 모신 상징적 건물이고, 그 후에 가륭제를 포함하여 후대 베트남 황제들의 신위를 모신 곳은 세조묘였기 때문이다.:29-30 베트남 세조묘는 원나라 이후 중국 종묘 제도의 삼전 배치 형태와 달리 정전과 침전을 병합하여 건설하였는데, 이는 습한 기후에서 제례에 편의를 도모하는 측면이 있었다.:40

### 일본
일본의 유교는 그 역사와 문화가 짧지 않음에도 불구하고 종묘 제도의 정착으로 이어지지 못했다. 예를 들어 일본 율령국가 시대의 고전 신기령 (神祇令) 은 당나라 율법과 의례의 영향을 받아 편찬되었음에도 불구하고 종묘 제도에 관해 아무런 언급이 없는데, 이는 당대 일본이 선조의 시신을 모신 무덤(墓) 앞에서 숭배의식을 지내는 방식을 문화적으로 선호한 탓에 선조의 위패만을 모신 묘(廟)에 제사를 지낸다는 유교적 관념을 받아들이지 못했기 때문으로 이해된다.:308-310
시간이 지남에 따라 중국, 한국, 베트남 등에서 유교적 종묘 제도가 지녔던 위상은 일본에서 신토 신앙이 차지하게 되었으므로 일반적인 일본인들은 신토 신사 또는 불교 사찰에서 발견되는 넓은 의미의 조상숭배와 유교적 예법에 따른 종묘·사직에서의 제례를 구분하지 못하는 경향을 보여왔다.:186-187 이에 오늘날의 일본에서도 '宗廟'라는 한자어는 엄격한 유교적 예법에 따르는 묘(廟)에 대해서만 제한적으로 쓰이는 말이 아니라, 한자 그대로의 뜻으로서 이세신궁 등 신토 신사나 불교 사찰 또는 일본식 영묘를 가리지 않고 조상숭배에 쓰이는 건축물을 널리 일컫는 말처럼 쓰이고 있다.

## 같이 보기
- 종묘
- 태묘
- 도성
- 묘호
- 칠묘
- 불천위